# Обстрел автобуса под Волновахой
Обстрел автобуса под Волновахой — обстрел пассажирского рейсового автобуса «Донецк — Златоустовка», который двигался по автодороге Н-20 и остановился на пункте пропуска неподалёку от города Волноваха 13 января 2015 года, чтобы пройти паспортный контроль. В результате атаки погибло 12 человек, ещё 18 ранено.
Согласно исследованиям специальной мониторинговой миссии ОБСЕ, причиной произошедшего стал ракетный обстрел с северо-северо-восточного направления. В отчёте ОБСЕ имеется фотография с беспилотника, на которой видно воронки. По мнению экспертов Human Rights Watch, изучивших место происшествия, обстрел был произведён из РСЗО «Град» с северо-восточного направления, с территорий, контролируемых боевиками ДНР.
Стороны конфликта на востоке Украины возложили вину за происшествие друг на друга. Как Украина, так и самопровозглашённая Донецкая Народная Республика признали произошедшее террористическим актом.

## Ход событий
Рейсовый автобус марки ЗАЗ A07A1 «I-VAN», автомобильный госномер АН 0985 АА, курсирующий по маршруту «Донецк (автовокзал „Южный“) — Златоустовка» двигался по направлению из Златоустовки в Донецк и остановился на блок-посту № 5 (47°36’47.07"N 37°31’45.93"E) за селом Бугас на въезде в Волноваху для осуществления паспортного контроля на линии разграничения. Во время этого он подвергся обстрелу.
После происшествия движение пассажирских автобусов на трассе «Донецк — Мариуполь» на несколько дней было приостановлено. 16 января 2015 года пресс-служба Донецкой ОГА сообщила о возобновлении движения по трассе «Донецк — Мариуполь».

## Версии произошедшего

### Версия Украины
Согласно версии украинской стороны, причиной случившегося стал обстрел сторонниками ДНР из РСЗО БМ-21 «Град» блок-поста под Волновахой, возле которого остановился автобус, выпустив более 40 снарядов, в результате чего некоторые из снарядов взорвались около рейсового автобуса.
По заявлению представителя генерального штаба Минобороны Украины во время выступления в Верховной Раде, обстрел осуществлялся из города Докучаевска. Докучаевск расположен примерно в 20 км к северо-востоку от Волновахи (несколько в сторону от трассы «Волноваха — Донецк»).
По утверждениям местных жителей, с позиций ДНР под городом велись систематические обстрелы Волновахи из «Градов» и артиллерии.
Мотивы обстрела, непосредственно приведшего к трагедии, представитель Генштаба генерал Богдан Бондарь сформулировал так: «Террористы вели огонь из центра Докучаевска, где находились корреспонденты местных и российских каналов, чтобы снять материал о том, как наши военные будут отвечать огнём по центру города». Бондарь отверг обвинения в причастности ВСУ к обстрелу автобуса.
В официальном заявлении МИД Украины говорилось: «Обстрел вёлся из района г. Докучаевск, который находится под контролем незаконных вооружённых формирований. Все факты указывают на то, что эта ужасная трагедия не была случайностью — в районе блокпоста нет позиций Вооружённых сил Украины, а следовательно террористы сознательно целились в мирных граждан».
Председатель Службы безопасности Украины Валентин Наливайченко заявил, что основным подозреваемым по делу о гибели мирных жителей под Волновахой является лидер ДНР Александр Захарченко. По словам Наливайченко, теракт был спланирован руководством ДНР и совершён по их прямому указанию.

### Версия ДНР
Первоначально неназванный источник в правительстве ДНР заявил ТАСС, что обстрел автобуса произошёл на территории, контролируемой вооружёнными формированиями самопровозглашённой Донецкой Народной Республики (ДНР), в населённом пункте Докучаевск. Также минобороны ДНР заявило, что сепаратисты не причастны к артобстрелу, и назвало случившееся «провокацией со стороны Украины».
На сайте Министерства иностранных дел ДНР размещено официальное заявление, в котором ДНР заявляет о своей непричастности к произошедшему и требует проведения «независимого расследования данной трагедии».

Первые опубликованные фотографии пострадавшего транспортного средства ставят под сомнение официальную версию украинской стороны об артиллерийском обстреле ВС ДНР. Мы считаем, что наиболее вероятным объяснением произошедшего является обстрел автобуса военнослужащими Украины или представителями националистических парамилитарных образований.
Председатель Народного Совета ДНР Андрей Пургин сделал заявление, согласно которому силы ДНР не могли обстрелять автобус, который находился «в глубоком украинском тылу», и у них не было «возможности обстреливать этот блокпост ни со стороны Тельманово, ни со стороны Еленовки».
Представители ДНР, отвергая версию об обстреле ДНР, предполагали, что автобус попал под огонь из стрелкового оружия: «стреляли из автомата или пулемёта, метров с 50-ти. …если бы стреляли из „Градов“, как утверждает украинская сторона, автобус было бы не узнать. Обстрел из „Градов“ имеет совершенно другой характер последствий. И раненных бы в автобусе после обстрелов „Градами“ точно бы не осталось».
Впоследствии появилась версия о подрыве автобуса противопехотной осколочной миной направленного действия МОН-50 или прыгающей ОЗМ-72, которыми были заминированы обочины дороги возле блокпоста, в том числе в месте остановки автобуса.
В рамках этих версий находится и интервью водителя автобуса — Сергея Черенко, которое появилось 19 января 2015 года на сайте журнала Корреспондент.net. Водитель заявил, что: «Стреляли по ходу автобуса. Я ехал в направлении Донецка, стрельба шла с левой стороны, от Волновахи. Это у нас „северный район“ называется. Не из Докучаевска… … Сам блокпост обстреляли Грады. Но если бы рядом попал снаряд Града, то я бы уже с вами не разговаривал. Просто на блокпосту стоят ещё мины. И это сработала мина, именно осколочная».
18 января заместитель председателя Народного Совета ДНР Денис Пушилин заявил, что согласен с выводами комиссии ОБСЕ и сообщил о её «непредвзятости». «Мы вынуждены зафиксировать всё-таки правильный подход и непредвзятость (ОБСЕ) в последней нашумевшей катастрофе, которая произошла под Волновахой, там, где уже миссия ОБСЕ зафиксировала по крайней мере сторону, откуда прилетел снаряд», — сказал Пушилин.

### Свидетельства очевидцев
Пострадавшие пассажиры автобуса дали подробные интервью на камеру. По их мнению, обстрел вёлся из системы «Град» со стороны города Докучаевск.

## Расследование
Генеральная прокуратура Украины признала произошедшее террористическим актом. Прокуратура Донецкой области по факту происшествия открыла уголовное производство по ч. 3 ст. 258 (террористический акт) Уголовного кодекса Украины.
Прокуратура Донецкой Народной Республики возбудила уголовное дело «по факту совершения неустановленными лицами террористического акта, что повлекло тяжкие последствия в виде гибели пассажиров автобуса».
Члены Специальной мониторинговой миссии (СММ, SMM) ОБСЕ появились на месте трагедии уже в 17:45 того же дня. Согласно первому отчёту, они стали свидетелями удаления из автобуса двух тел погибших; осмотрев место трагедии они установили, что «в автобусе были повреждения в виде осколочных отверстий, соответствующих воздействию разорвавшегося неподалеку ракетного снаряда, по оценке СММ в 12—15 метрах сбоку от автобуса».
15 января миссия провела аэроразведку места трагедии. Беспилотный летательный аппарат собрал образы и видеоданные оболочки ударных кратеров на месте событий. В СММ сообщили, что расследованием трагедии займётся рабочая группа в составе военных Украины и Российской Федерации, а также представителя ДНР. Согласно отчёту экспертов ОБСЕ, исследовавших 5 воронок, из них подробно 2 воронки, одна из которых находилась в 10 метрах от автобуса, они установили, что обстрел автобуса был произведен из установок «Град» с северо-северо-восточного направления, что было расценено неоднозначно. Постоянный представитель РФ при ОБСЕ Андрей Келин расценил данные ОБСЕ о направлении обстрела с северо-северо-востока как противоречащие версии Киева и Вашингтона. По его словам, эта версия заключалась в том, что обстрел производился «с востока через линию разделения», тогда как установленный факт обстрела с северо-востока «ломает прежнюю версию». Он также заявил, что в установленном направлении обстрела линия разделения имеет сложную форму, что делает невозможным установление стороны, произведшей обстрел, без тщательного расследования.
Если российские официальные лица и СМИ интерпретировали выводы ОБСЕ как противоречащие утверждениям Киева, то украинские СМИ (в том числе агентство УНИАН), в свою очередь, обвинили их в извращении результатов доклада, подчёркивая, что расследование, «наоборот, подтверждает подозрения Киева», так как «в указанном направлении (С-С-В) находятся Докучаевск, Еленовка, Новотроицкое и другие населённые пункты, которые контролируются боевиками».
19 января Генеральный прокурор Украины Виталий Ярема огласил первые данные украинского расследования. Согласно заключению украинских следователей и экспертов, всего по району расположения украинского блокпоста было выпущено 88 ракет не менее чем из трёх реактивных систем БМ-21 «Град» одновременно. Воронка от попадания неуправляемой 120 мм осколочно-фугасной ракеты находилась на расстоянии 12 метров от автобуса, и по её внешним признакам эксперты установили, что она была выпущена под углом 52—55 градусов на расстоянии 19 км «из района северо-восточной окраины Докучаевска».
Место происшествия было изучено специалистами Human Rights Watch, которые пришли к выводу, что произошедшее является следствием обстрела из РСЗО «Град» с северо-востока, с территории, контролируемой сепаратистами. По мнению специалистов организации, повреждения автобуса характерны для взрыва ракеты с осколочно-фугасной боевой частью, аналогичные повреждения наблюдались и в других случаях повреждения транспортных средств в результате обстрела реактивными снарядами.

## Пострадавшие
Всего погибло 12 человек. На месте погибло 10 человек, из них 4 мужчин, 6 женщин, в том числе 14-летняя девушка. Ещё 18 человек получили ранения, 13 из них были доставлены в больницу в Волновахе. Среди них 1 милиционер и 1 пограничник. Уже в больнице в Волновахе скончалась ещё одна женщина.
Согласно опубликованными Донецкой областной государственной администрацией данными, всего было ранено 17 человек, среди которых 16 оставались в Волновахе, а ещё 1 транспортирован в Мариуполь. Впоследствии стало известно, что умер ещё один мужчина.

## Реакция
14 января 2015 года было объявлено днём траура в Донецкой области, 15 января — днём траура по всей Украине.
Во многих городах Украины прошли траурные марши и митинги.